# Exochus xanthopus
Exochus xanthopus là một loài tò vò trong họ Ichneumonidae.